# Grotstation

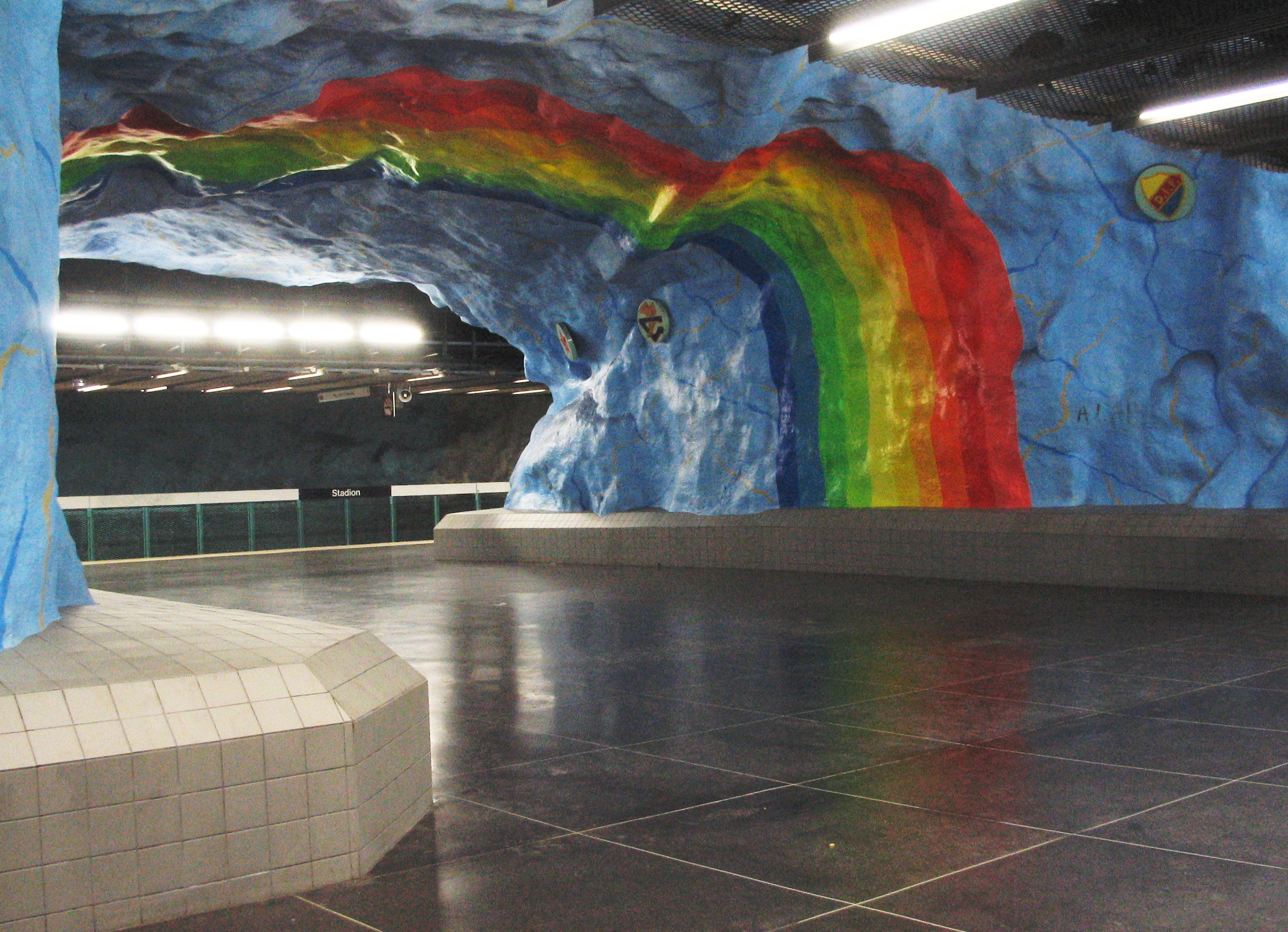
Grotstation stadion in Stockholm

Een grotstation is een ondergronds gelegen metro en/of spoorwegstation. Kenmerkend voor dit stationstype is dat er ondergronds een kunstmatige grot wordt gemaakt door de grond, meestal met explosieven, te vergruizen. Na het afvoeren van het gruis blijven er holle ruimtes over. Deze ruimtes worden in ruwe vorm waterdicht gemaakt en beschilderd. De perrons, roltrappen en sporen worden vervolgens in de kunstmatige grot ingebouwd. Als prototype kan het Stockholmse metrostation stadion worden gezien. Dit type is bij de Stockholmse metro sinds 1973 grootschalig toegepast en ook het station op de luchthaven Stockholm-Arlanda is zo gebouwd.